# LZ Гидры
LZ Гидры (лат. LZ Hydrae), HD 119027 — одиночная переменная звезда в созвездии Гидры на расстоянии приблизительно 1032 световых лет (около 316 парсек) от Солнца. Звёздная величина диапазона B звезды — от +9,01m до +9m. Возраст звезды определён как около 501 млн лет.
Открыта Питером Мартинесом и Дональдом Уэйном Курцем в 1991 году**, Питером Мартинесом, Дональдом Уэйном Курцем и Петрусом Йоханнесом Майнтьесом в 1993 году***.

## Характеристики
LZ Гидры — белая вращающаяся переменная звезда типа Альфы² Гончих Псов (ACVO) спектрального класса A3SrEu, или A3, или ApSrEu(Cr)*. Масса — около 1,64 солнечной, радиус — около 2,13 солнечного, светимость — около 8,475 солнечной. Эффективная температура — около 7058 K.